# Malbouzon
Malbouzon – miejscowość i dawna gmina we Francji, w regionie Oksytania, w departamencie Lozère. W 2013 roku populacja gminy wynosiła 137 mieszkańców. 
W dniu 1 stycznia 2017 roku z połączenia dwóch ówczesnych gmin – Malbouzon oraz Prinsuéjols – utworzono nową gminę Prinsuéjols-Malbouzon. Siedzibą gminy została miejscowość Malbouzon. 